# University of Iowa
University of Iowa – amerykański uniwersytet publiczny z siedzibą w Iowa City w stanie Iowa, założony w 1847 roku.
Kształci około 30,5 tysiąca studentów i zatrudnia ponad 2 tysiące pracowników naukowych.
W centrum zabytkowego kampusu (zwanego Pentacrest) znajduje się Stary Kapitol, który stanowił siedzibę władz stanowych, gdy Iowa City było stolicą stanu.
Uniwersytet należy do NCAA Division I, do Big Ten Conference.
Jego klub sportowy nosi nazwę Iowa Hawkeyes i prowadzi 24 drużyny w różnych dyscyplinach sportu. Stadion uniwersytecki (Kinnick Stadium) może pomieścić prawie 70 tysięcy widzów, zaś na trybunach hali sportowej (Carver-Hawkeye Arena) jest miejsce dla 15,5 tysiąca osób. Barwy klubu to czerń i złoto.

## Galeria

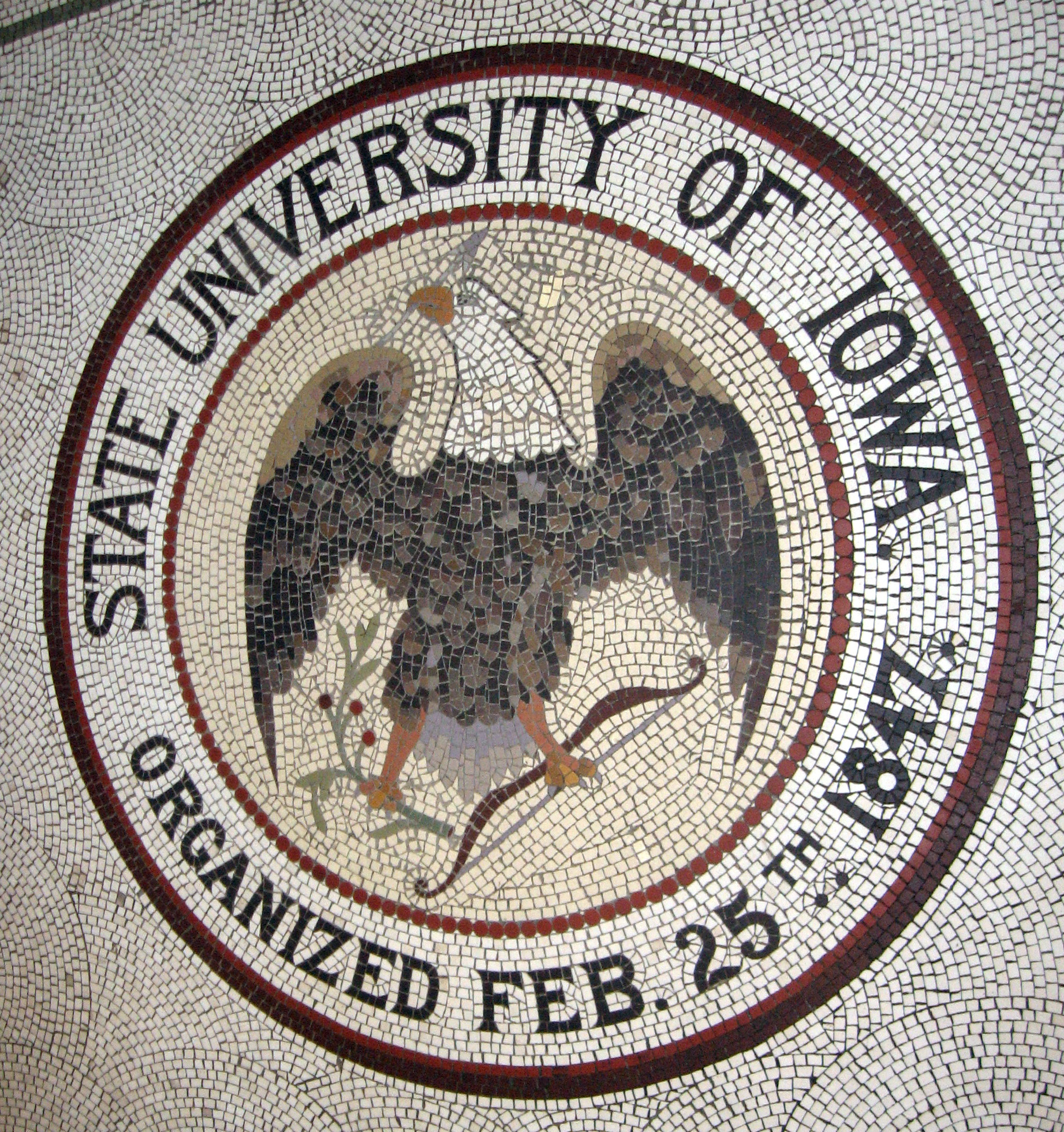
Mozaika przedstawiająca pieczęć uniwersytetu
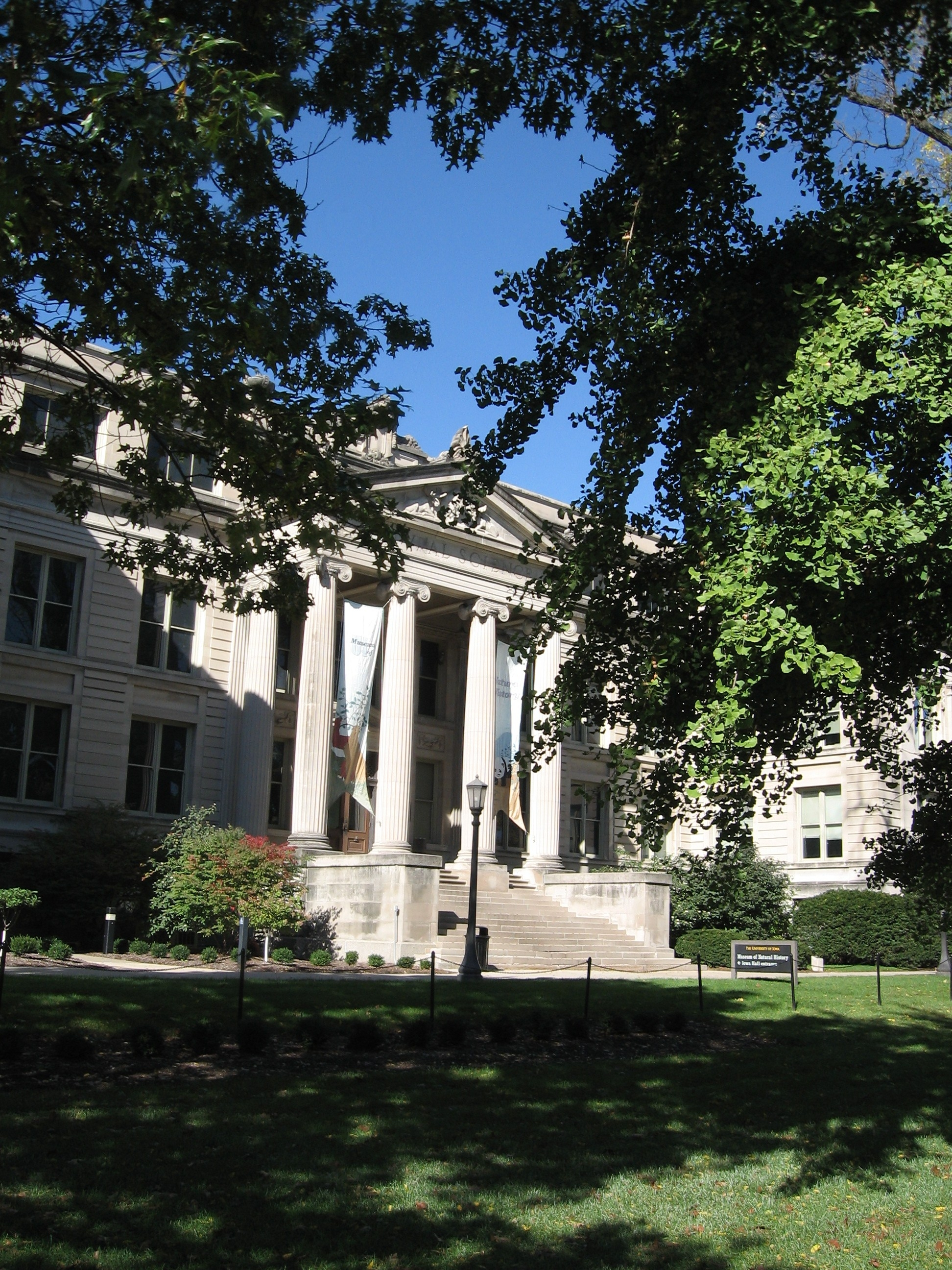
Museum of Natural History, University of Iowa (na kampusie)
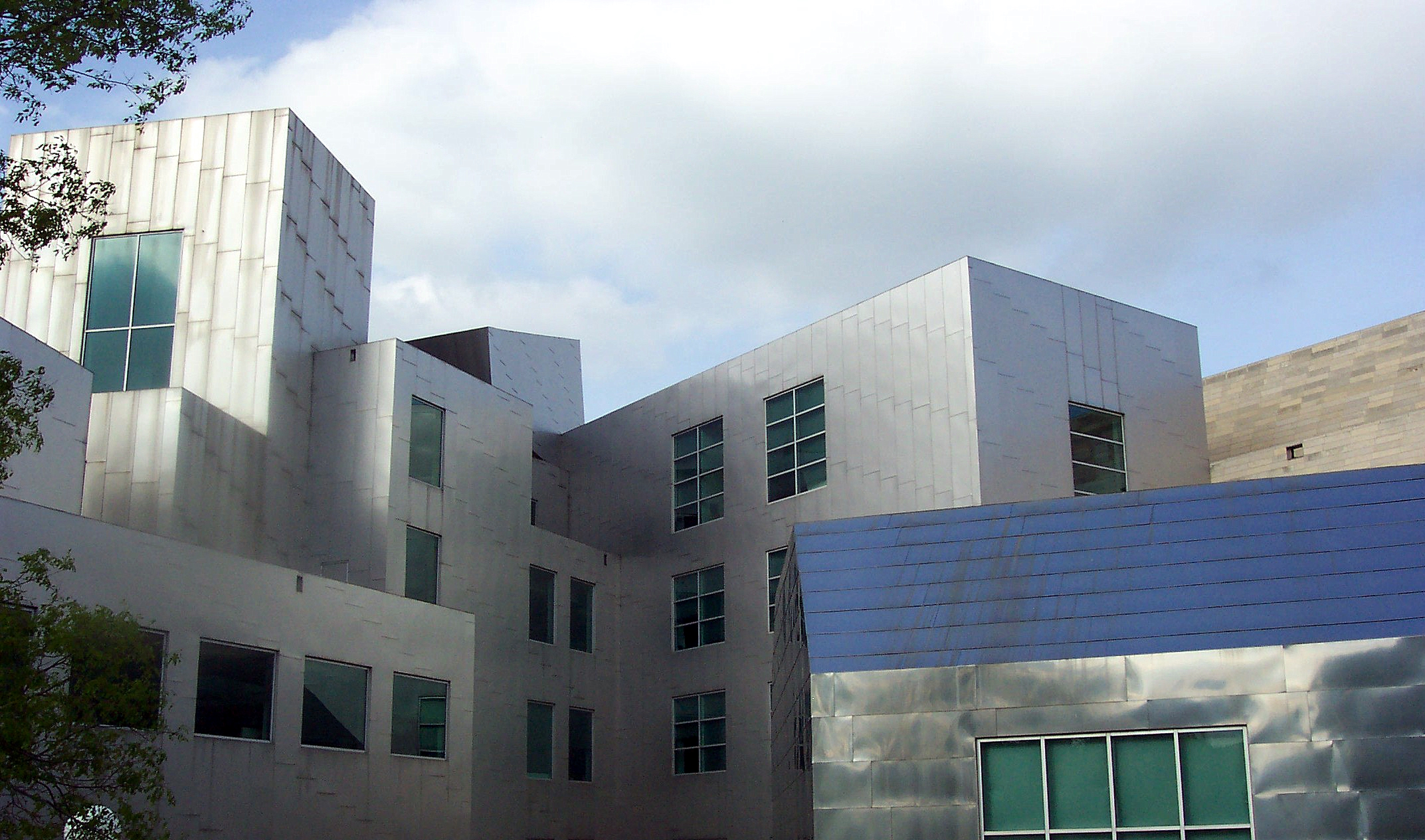
Gmach Advanced Technologies Laboratory, projektu Franka Gehry’ego